# Giovanni Ponti
Pour les articles homonymes, voir Ponti (homonymie).
Giovanni Ponti, né le 19 janvier 1896 à Venise et mort le 28 décembre 1961 à Padoue, est un partisan et un homme politique italien.

## Biographie
Giovanni Ponti est un professeur de langues classiques au lycée. En 1919, il adhère au Parti populaire italien. Sous cette étiquette, il est élu conseiller municipal et assesseur de 1920 à 1923 auprès du maire Davide Giordano.
Pendant la lutte pour la Libération, il est un dirigeant des partisans du Comité de libération nationale de Venise et de la Vénétie. Il est arrêté, torturé et condamné à mort à Padoue. Il reste en prison jusqu'à peu de jours avant la fin de la Seconde Guerre mondiale. Il est décoré de la médaille de bronze de la valeur militaire.
En 1945, il est nommé maire de Venise par le CLN. Il occupe cette fonction jusqu'aux élections de 1946. Il est élu à cette occasion conseiller pour la Démocratie chrétienne. En 1951, il est réélu, mais démissionne pour raisons de santé.
Il est député de la première législature et sénateur de la deuxième. En 1954, il est ministre sans portefeuille pour le Spectacle, le Tourisme et le Sport dans le gouvernement Scelba.
Il a été le commissaire extraordinaire de la Biennale de Venise de 1946 à 1954, premier procurateur de Saint-Marc de 1947 à 1955 et commissaire régional pour la Vénétie de l'association des scouts catholiques italiens (it).

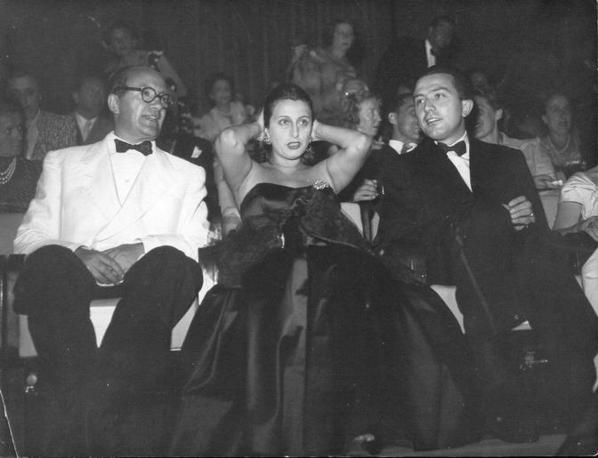
Giovanni Ponti (à gauche), Anna Magnani et Giulio Andreotti à la Biennale de Venise en 1947.

## Hommages
En 1965, la Province de Venise et la commune de Mirano ont nommé une école « Istituto Professionale di Stato Giovanni Ponti ».